# みらいワークス
株式会社みらいワークス（英: Mirai Works Inc.）は東京都港区に本社を置く、プロフェッショナルに特化した人材サービスとソリューションサービスを提供する企業である。

## 概要
東京都港区に本社を置き、関西・東北・九州など、地方にも拠点を設ける。同社には、フリーランスや副業・兼業、起業、転職・就職活動などをしているプロフェッショナル人材が88,000名人登録している。（2025年4月30日時点）また、クライアントは7,600社にのぼる。（2025年4月30日時点）

## 事業内容
- フリーランスのマッチングサービス（業務委託）：フリーコンサルタントjp
- 地方副業マッチングサービス（業務委託）：Skill Shift
- クリエイターのマッチングサービス（業務委託／正社員）：MOREWORKS
- コンサルタントの転職支援サービス（正社員）：コンサルネクスト.jp
- 地方転職支援サービス（正社員）：Glocal Mission Jobs（GMJ）

## 運営メディア
- みらいワークス総合研究所
- CAREER Knock
- URAGAWA
- GLOCAL MISSION Times（GMT）
- GREEN NOTE

## 受賞歴
- 2020年「第9回 日本HRチャレンジ大賞」の「地方活性賞」を受賞[1]
- 2021年「アジア太平洋地域の急成長企業ランキング 2021」で315位に選出[2]
- 2023年「アジア太平洋地域の急成長企業ランキング 2023」で492位に選出[3]
- 2023年 テクノロジー企業成長率ランキング「Technology Fast 50 2022 Japan」で47位を受賞[4]
- 2024年 Great Place to Work Institute Japanより「働きがいのある企業」に認定[5]

## 沿革
- 2012年
  - 3月 - 設立[6]
  - 4月 - 独立プロフェッショナルの為のビジネスマッチングサービス『フリーコンサルタント.jp』を開始[6]
- 2017年12月 - 東京証券取引所マザーズに株式を上場[7]。お試し稼働付き転職支援サービス『大人のインターン』を開始[8]
- 2019年
  - 10月 - 合弁会社として株式会社スキルシフトを設立し、地方副業プラットフォーム『Skill Shift』の運営開始[9]
  - 11月 - 初の営業拠点である関西支社を開設[10]
- 2020年
  - 7月 - 株式会社日本人材機構から、地方創生に関する転職マッチング・プラットフォーム『Glocal Mission Jobs』とWebメディア『Glocal Mission Times』を事業譲受[11]
  - 9月 - 株式会社スキルシフトを吸収合併。地方副業プラットフォーム『Skill Shift』は株式会社みらいワークスのサービスの一つとなった。[12]
- 2021年
  - 2月 - 地域金融機関向け人材紹介事業の立ち上げサービス『人材紹介伴走サポート』を開始[13]
  - 3月 - 企業、官公庁・自治体、地域金融機関向けオープンイノベーション推進サービス『イノベーション・サポート』を開始[14]
- 2022年
  - 1月 - 株式会社And Technologiesを子会社化。リード獲得DXプラットフォーム『FIND CAREERS』の運営を開始[15]
  - 4月 - 市場区分見直しにより東京証券取引所グロース市場へ市場変更[要出典]。成長スタートアップ向け資本支援と事業成長支援サービス『みらいインキュベーション』を開始[16]
  - 7月 - みらいワークス総合研究所を設立。みらいの働き方を覗けるメディア『CAREER Knock』の運営を開始[17]
  - 10月 - 株式会社ハイブを子会社化。クリエイターに特化した転職メディア『MOREWORKS』、クリエイターの裏側とキャリアに役立つ情報メディア『URAGAWA』運営を開始[18]
  - 11月 - 実践型リスキリングサービス（現：『みらRe-skilling』）の運営開始を発表[19]
- 2023年
  - 3月 - 『官庁出身者の皆様のためのネクストキャリア構築プログラム』を開始[20]
  - 5月 - スタートアップ支援プラットフォーム『Booster』を新設[21]
  - 9月 - コンサルティングサービスに特化した新しいサービスサイト『みらいデジタル』をオープン[22]
- 2024年
  - 4月 - 新たな営業拠点として九州支社および東北支社を開設[23][24]。20-30代向けの新コンサル転職支援サービス『コンサルネクスト.jp』を開始 [25]
  - 8月 - 新たな営業拠点として甲信越支社を開設[26]
  - 11月 - みらいワークス総合研究所が新規事業・リスキリング・外部人材活用に特化した企業向けメディアを開設[27]

- 2025年
  - 3月 - サステナビリティ経営支援事業を提供するGreenroom株式会社の株式取得（完全子会社化）[28] 　
  - 4月 - 新たな拠点として、福岡県北九州市にサテライトオフィスを開設[29] 　
  - 4月 - サステナビリティ経営支援事業、診断サービスを開始[30]